# Piotr Dybczyński
Piotr Andrzej Dybczyński (ur. 1957) – polski astronom, doktor habilitowany nauk fizycznych. Specjalizuje się w małych ciałach Układu Słonecznego, mechanice nieba oraz programowaniu narzędzi do badań astronomicznych. Profesor nadzwyczajny Uniwersytetu im. Adama Mickiewicza w Poznaniu.

## Życiorys
Studia z fizyki (specjalność: astrometria) ukończył na poznańskim UAM w 1981. Rok wcześniej (1980) został zatrudniony w Obserwatorium Astronomicznym UAM, gdzie zdobywał kolejne awanse. Doktoryzował się na Uniwersytecie Mikołaja Kopernika w Toruniu w 1991 na podstawie pracy pt. Perturbacje gwiazdowe w Obłoku Oorta (promotorem był prof. Hieronim Hurnik). Habilitował się (także na UMK) w 2006 roku na podstawie oceny dorobku naukowego i rozprawy pt. Perturbacje gwiazdowe i galaktyczne a źródło komet długookresowych.
W 2007 został awansowany na stanowisko wicedyrektora ds. dydaktycznych w poznańskim Obserwatorium Astronomicznym, które wchodzi w skład Wydziału Fizyki UAM. W 2013 otrzymał nominację na profesora nadzwyczajnego. 
Prowadził zajęcia m.in. z programowania i metod numerycznych, małych ciał Układu Słonecznego, astronomicznych podstaw geografii oraz astronomii galaktycznej. W pracy badawczej zajmuje się takimi zagadnieniami jak: numeryczne badania dynamiki małych ciał Układu Słonecznego oraz tworzenie oprogramowania wspomagającego badania astronomiczne.
Swoje prace publikował m.in. w "Celestial Mechanics and Dynamical Astronomy", "Earth, Moon and Planets", "Astronomy and Astrophysics" oraz "Monthly Notices of the Royal Astronomical Society". Jest członkiem Międzynarodowej Unii Astronomicznej.
Syn Rajmunda (1928-2014) i Anny z domu Miecznikowskiej (1923-2009). Żonaty z Ewą, z którą ma czworo dzieci.